# 피솔라이트

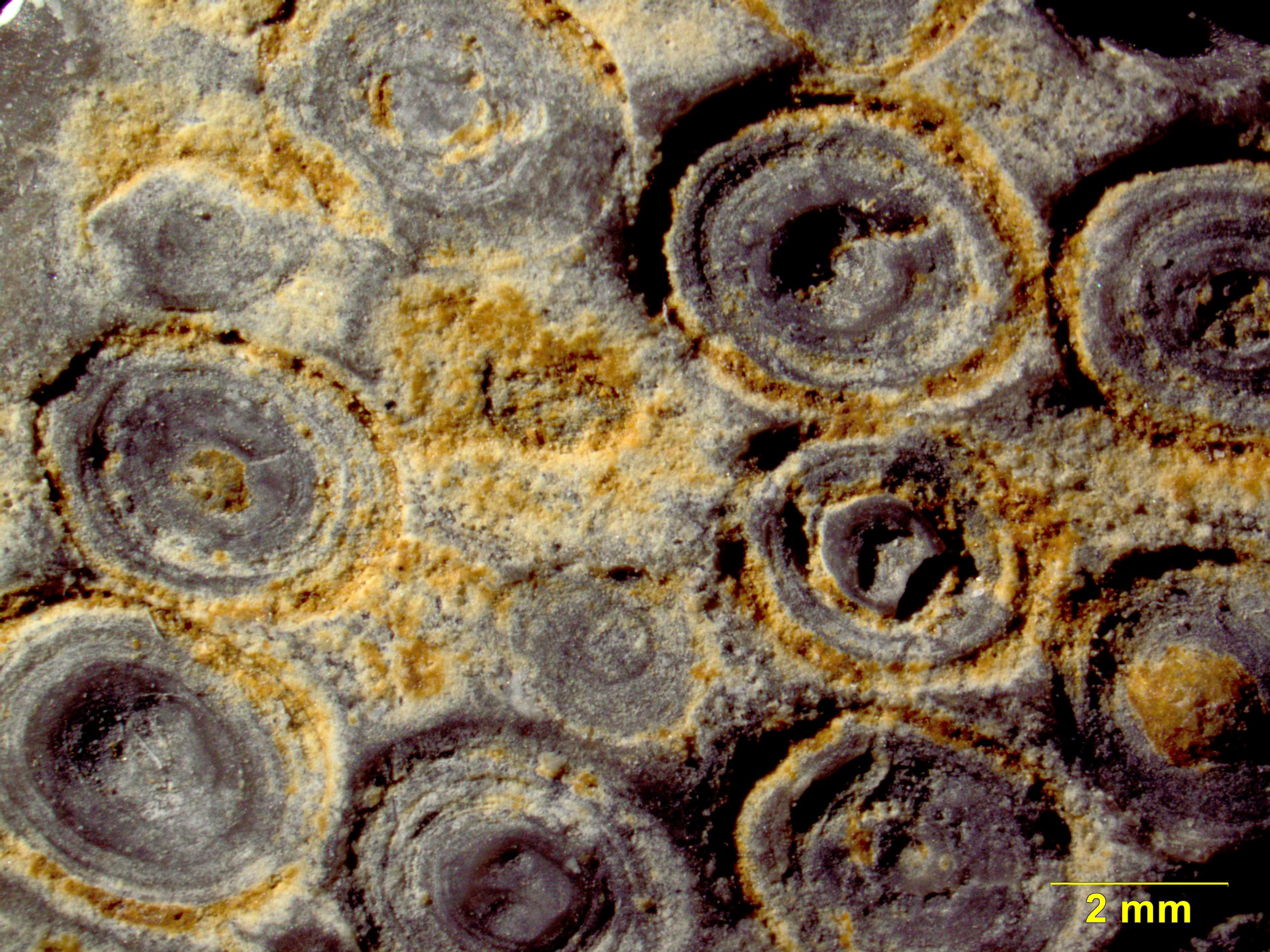
Eastern Pennsylvania에 있는 Conococheague 석회암 속 Pisoid.

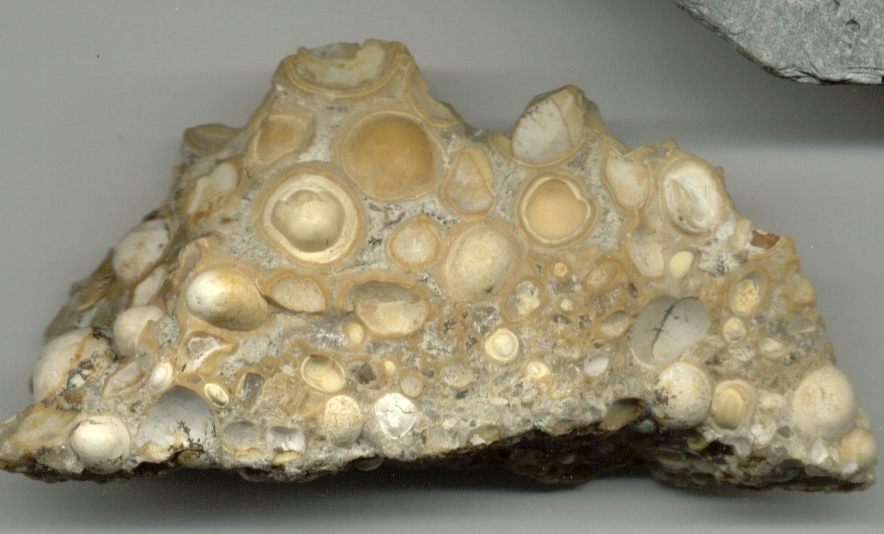
Pisolitic 석회암.

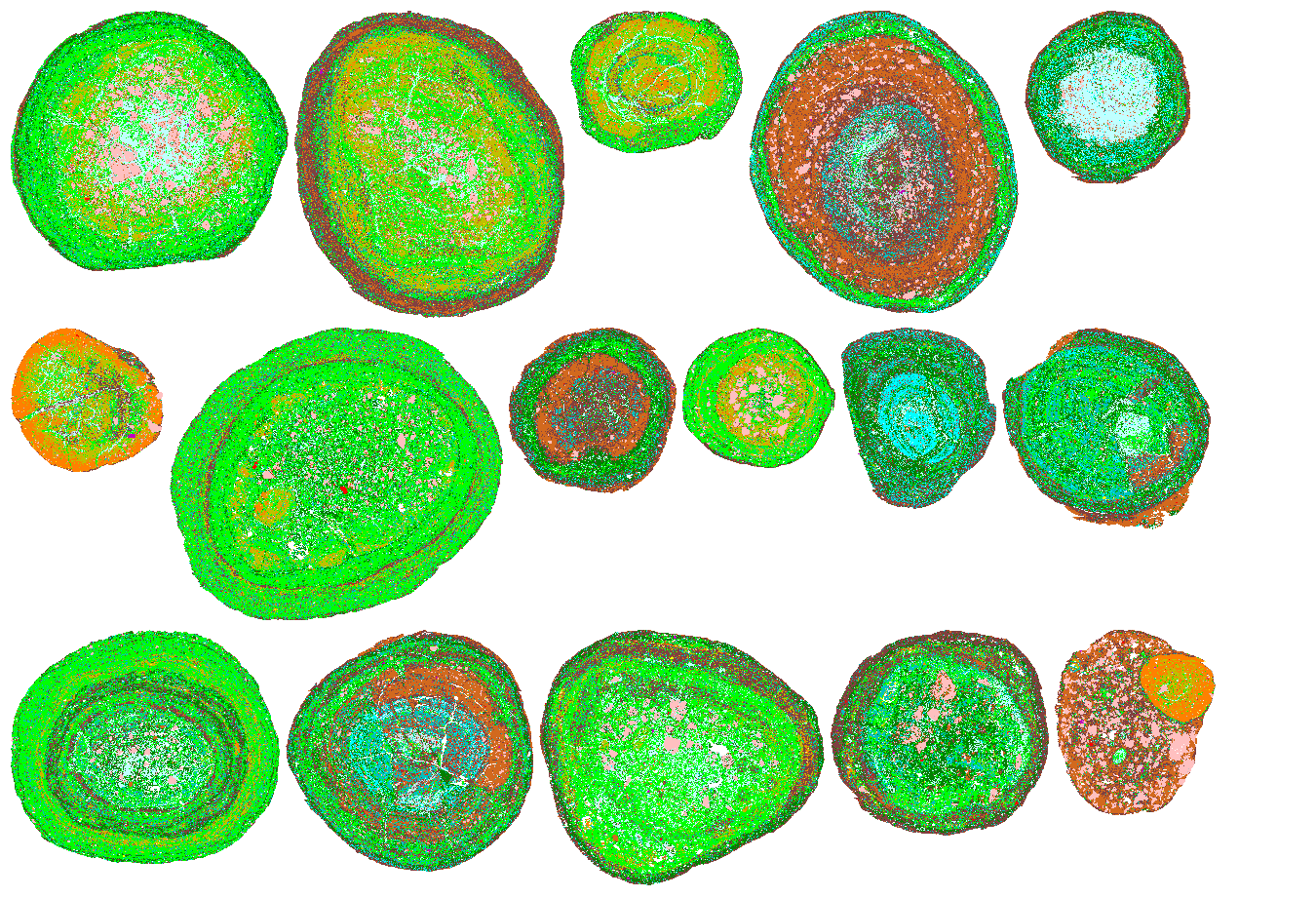
피솔라이트의 QEMSCAN 미네랄 맵 사진.

피솔라이트(pisolite)는 직경 2mm~10mm의 동심원상의 구조를 가지고 있는 입자이다. 피조이드로 이루어진 퇴적암이다. 응고된 입자-대체적으로 어란석 입자를 닮은 탄산칼슘이지만 직경 2mm~10mm의 동심원상의 구조를 가지고 있다.
철반석(보크사이트), 갈철석(Limonite), 능철석(Siderite)이 종종 피솔라이트를 가지고 있다.